# Ярославцев Лог
Яросла́вцев Лог — село в Родинском районе, Алтайский край, Россия. Административный центр Ярослав-Логовского сельсовета.

## География
Село находится у обмелевшей реки Солоновка, в равнинной части Алтайского края.
Расстояние до
- районного центра Родино: 26 км.
- краевого центра Барнаул: 277 км.

Ближайшие населенные пункты
Новокормиха 12 км, Коминтерн (Алтайский край) 13 км, Пятков Лог 11 км, Красный Алтай 14 км, Шаталовка 16 км, Каип 20 км, Центральное 21 км.
Климат
Климат резко континентальный: тёплое лето и морозная зима. Теплый сезон начинается с середины мая и заканчивается в конце сентября, иногда длится весь октябрь. Самый жаркий месяц ― июль. Годовое количество атмосферных осадков 320 мм. В районе часто дуют ветра юго-западного направления, средняя годовая скорость ветра 4,5 м/сек. Повышение скорости ветра более 6 м/сек. сопровождается пыльными бурями, зимой — метелями.

## Население
| 1926  | 1997  | 1998  | 1999  | 2000  | 2001  | 2002  |
| ----- | ----- | ----- | ----- | ----- | ----- | ----- |
| 2716  | ↘1266 | ↘1246 | ↘1230 | ↘1201 | ↘1134 | ↘1094 |
| 2003  | 2004  | 2005  | 2006  | 2007  | 2008  | 2009  |
| ↘1077 | ↘1062 | ↘1006 | ↘1005 | ↘1004 | ↘971  | ↘917  |
| 2010  | 2011  | 2012  | 2013  | 2014  | 2015  | 2016  |
| ↘819  | ↘817  | ↘776  | ↘756  | ↘717  | ↘697  | ↘651  |
| 2017  | 2018  | 2019  | 2020  | 2021  |       |       |
| ↗658  | ↘635  | ↘614  | ↘584  | ↘574  |       |       |

## История
Когда пришли первые поселенцы в 1871 году, Ярославцев Лог был небольшим засёлком. В XIX веке лога́ в районе Ярославцева Лога, возле реки Солоновка, носили общее название — «Разбойничьи лога́» и входили в Касмалинскую волость, к которой также относились сёла Мамонтов Лог, Пятков Лог, Сердцев и Крутенькой, носившие названия, по преимуществу, по фамилии жителей поселений.
В 1891 году они объединились в один переселенческий участок на 822 души, засёлок стал посёлком, в котором активно развивалось садоводство. В 12 хозяйствах росли 59 фруктовых деревьев — яблонь и вишен. К 1897 году в поселке была открыта школа.
В селе жили выходцы из Вятской губернии и старообрядцы, позднее православные крестьяне постепенно покинули село, и количество дворов к 1899 году сократилось до 121. Во времена столыпинской реформы число жителей поселка вновь увеличилось. В 1911 году в нём жил 1881 человек в 620 дворах. В поселке работал хлебозапасный магазин, был маслодельный завод. В 1926 году в селе проживало 2716 человек в 495 дворах. В 1924—1933 годах Ярославцев Лог из Родинского района входил в Волчихинский, затем в Благовещенский районы. С 17.03.1964 года село вновь вошло в состав Родинского района.

## Инфраструктура
В селе есть фермерские хозяйства, АОЗТ «Память Ленина», СПК и частные предприятия по выращиванию зерновых культур, МКОУ Ярославцевологовская СОШ, детский сад «Почемучка», сеть торговых и коммунальных предприятий, досуговый центр и библиотека. Работает почта.